# Rianne de Vries
Rianne de Vries est une patineuse de vitesse sur piste courte néerlandaise.

## Biographie
Elle est en couple avec le short-trackeur néerlandais Daan Breeuwsma. Elle commence le patinage de vitesse sur piste longue, puis passe au short-track en 2009, avec un entraînement spécial par Breeuwsma.

## Carrière
Début 2017, elle remporte la médaille d'or du 500 mètres aux Championnats d'Europe.
Elle ne participe pas aux trois premières manches de la saison de la Coupe du monde 2017, en raison d'une fracture de la cheville à l'entraînement en juillet 2017. À la quatrième et dernière manche de la saison, pour son retour à la compétition, elle remporte le relais aux côtés de Yara van Kerkhof, Lara van Ruijven et Suzanne Schulting.
Aux Championnats du monde de patinage de vitesse sur piste courte 2021 à Dordrecht, elle est médaillée d'or en relais (elle ne patine que les demi-finales).